# Zuliana Araya
Zuliana Alejandra Araya Gutiérrez (13 de agosto de 1964) es una política y activista transgénero chilena. Actualmente se desempeña como concejala de Valparaíso, como presidenta del Sindicato Afrodita y representa a 25 países latinoamericanos en una Red internacional por los Derechos Humanos.

## Biografía
Zuliana Araya Gutiérrez se crio junto a sus nueve hermanos en el cerro Playa Ancha. De parte de su hermana Mireya tiene tres sobrinos, en cuanto al mayor Luis González ya fallecido, fue trabajador del dique y padre de dos pequeñas hijas.
Es a los nueve años de edad que comenzó a sentirse atraída por el género masculino, a la edad de 13 años se etiqueta como varón homosexual. Fue entonces cuando decidió abandonar su casa y sus estudios -cuando cursaba apenas octavo básico- y comenzó a rondar las calles donde se apostaba el comercio sexual de Valparaíso, junto con Fabiola Taylor.

## Carrera política
La carrera política de Araya empezó en 2001 al asumir la presidencia regional del Sindicato Afrodita, la primera agrupación gremial de transgéneros en el país, cargo que mantiene actualmente. Desde entonces, ha encabezado la lucha contra la discriminación en el puerto de Valparaíso.
Como presidenta de Afrodita, Araya viajó a otras ciudades de Chile para denunciar la violencia contra las minorías transgénero. El año 2010 fue a Copiapó, y fue detenida por defender a trasvestis, transgéneros y transexuales que “eran tratados como animales por carabineros” según declaró.
Su labor como dirigente sindical la ha llevado a enfrentarse varias veces con Rolando Jiménez y el Movilh en el contexto de la discusión de la Ley Antidiscriminación, pues la agrupación que representa se sintió apartada. Según Araya: «Tuvimos mucha discriminación por parte de Jiménez, él no es muy apegado a las personas transgénero que ejercen el comercio sexual. Nos trata como delincuentes y drogadictas». Sin embargo, con el trabajo de otras organizaciones transexuales, Araya y su agrupación fueron finalmente aceptadas dentro de la discusión de la legislación.
Postuló como concejala por Valparaíso por primera vez en el año 2004, pero depuso su candidatura debido a diversos inconvenientes. Luego postuló en el año 2008, y en el año 2012 cuando recibió el apoyo de la familia de Daniel Zamudio.
En julio de 2012 Araya decide cambiar oficialmente su nombre a Zuliana Araya Gutiérrez. Fue elegida concejal de Valparaíso en 2012 para el periodo 2012-2016 con 3540 votos, lo que marcó un hecho inédito en la historia electoral de Chile al ser la primera persona transgénero en ser elegida concejala de Valparaíso.
Durante 2014, mientras se desempañaba como concejala de Valparaíso, presentó junto a Ruth Cáceres y Paula Quintana una acusación en contra del alcalde de Valparaíso, Jorge Castro, por abandono de deberes. El día 18 de ese mes el Tribunal Electoral Regional (TER) declara admisible la acusación. En 2016 fue elegida nuevamente concejala.
En diciembre de 2019, realizó el primer cambio de sexo registral en la Región de Valparaíso, que fue posible gracias a la Ley de identidad de Género.
Tras más de 14 años de militancia, Zuliana Araya renunció al Partido por la Democracia en agosto de 2021.

## Historia electoral

### Elecciones municipales de 2008
- Elecciones municipales de 2008, Valparaíso[19]

| Candidato                             | Pacto                    | Partido | Votos  | %     | Resultado |
| ------------------------------------- | ------------------------ | ------- | ------ | ----- | --------- |
| Eugenio Osvaldo Trincado Suárez       | Concertación Democrática | PDC     | 14 152 | 12,59 | Concejal  |
| Eugenio González Bernal               | Alianza por Chile        | ILE     | 11 054 | 9,83  | Concejal  |
| Alberto Neumann Lagos                 | Juntos Podemos Más       | PCCh    | 8995   | 8,00  | Concejal  |
| Luis Soto Ramírez                     | Alianza por Chile        | UDI     | 5593   | 4,98  | Concejal  |
| Jaime Barrientos Ramírez              | Alianza por Chile        | UDI     | 5375   | 4,78  | Concejal  |
| Marina Huerta Rosales                 | Concertación Democrática | PDC     | 4941   | 4,40  | Concejal  |
| Máximo Silva Herrera                  | Alianza por Chile        | RN      | 4111   | 3,66  | Concejal  |
| Katrina Sanguinetti Tachibana         | Concertación Democrática | PS      | 4098   | 3,65  |           |
| Guillermo Gutiérrez Murga             | Alianza por Chile        | RN      | 3952   | 3,52  |           |
| Manuel Murillo Calderón               | Concertación Progresista | PPD     | 3868   | 3,44  | Concejal  |
| Absalon Opazo Lazcano                 | Concertación Democrática | PDC     | 3667   | 3,26  | Concejal  |
| María Isabel Molina Lavandera         | Alianza por Chile        | UDI     | 3436   | 3,06  |           |
| Alejandro Ramón Navarrete Pinochet    | Alianza por Chile        | UDI     | 3307   | 2,94  |           |
| Ruth Cáceres Cortés                   | Alianza por Chile        | ILE     | 2666   | 2,37  |           |
| Abel Jonatan Gallardo Pérez           | Concertación Democrática | PS      | 2590   | 2,30  | Concejal  |
| Rodolfo Antonio Bickell Dumas         | Concertación Democrática | PDC     | 2534   | 2,25  |           |
| Francisco Javier Baeza Vallejos       | Concertación Democrática | PDC     | 2202   | 1,96  |           |
| Zuliana Alejandra Araya Gutiérrez     | Concertación Progresista | ILF     | 2097   | 1,87  |           |
| Jorge Coulon Larrañaga                | Juntos Podemos Más       | ILD     | 2026   | 1,80  |           |
| Christian Antonio Amarales Valenzuela | Juntos Podemos Más       | PH      | 1818   | 1,62  |           |

### Elecciones municipales de 2012
- Elecciones municipales de 2012, para el Concejo Municipal de Valparaíso.[20]

(Se consideran solamente los candidatos electos, de un total de 58)
| Candidato                    | Pacto                    | Partido | Votos | %    | Resultado |
| ---------------------------- | ------------------------ | ------- | ----- | ---- | --------- |
| Alberto Neumann Lagos        | Por un Chile Justo       | PC      | 4170  | 4,99 | Concejal  |
| Zuliana Araya Gutiérrez      | Por un Chile Justo       | PPD     | 3567  | 4,27 | Concejala |
| Eugenio Trincado Suárez      | Concertación Democrática | PDC     | 6624  | 7,92 | Concejal  |
| Marina Huerta Rosales        | Concertación Democrática | PDC     | 3258  | 3,90 | Concejala |
| Marcelo Barraza Vivar        | Concertación Democrática | PDC     | 3986  | 4,77 | Concejal  |
| Paula Quintana Meléndez      | Concertación Democrática | PS      | 6762  | 8,09 | Concejala |
| Carlos Bannen González       | Coalición                | UDI     | 7805  | 9,33 | Concejal  |
| Luis Soto Ramírez            | Coalición                | UDI     | 5110  | 6,11 | Concejal  |
| Eugenio José González Bernal | Coalición                | Indep.  | 5568  | 6,66 | Concejal  |
| Ruth Cáceres Cortés          | Coalición                | RN      | 2134  | 2,55 | Concejala |

### Elecciones municipales de 2016
- Elecciones municipales de 2016, para el Concejo Municipal de Valparaíso.[21]

(Se consideran solamente los candidatos electos, de un total de 101)
| Candidato                       | Pacto                    | Partido | Votos | %    | Resultado |
| ------------------------------- | ------------------------ | ------- | ----- | ---- | --------- |
| Marcelo Barraza Vivar           | Concertación Democrática | PDC     | 5219  | 6,63 | Concejal  |
| Carlos Bannen González          | Coalición                | UDI     | 5217  | 6,62 | Concejal  |
| Daniel Morales Escudero         | Coalición                | Indep.  | 4609  | 5,85 | Concejal  |
| Zuliana Araya Gutiérrez         | Por un Chile Justo       | PPD     | 4290  | 5,45 | Concejala |
| Eugenio Trincado Suárez         | Concertación Democrática | PDC     | 3574  | 4,54 | Concejal  |
| Luis Soto Ramírez               | Coalición                | UDI     | 3372  | 4,28 | Concejal  |
| Claudio Andrés Reyes Stevens    | Coalición                | Indep.  | 2974  | 3,78 | Concejal  |
| Yuri Ilin Zúñiga Zúñiga         | Coalición                | Indep.  | 1973  | 2,50 | Concejala |
| Iván Sergio Vuskovic Villanueva | Nueva Mayoría            | PCCh    | 1924  | 2,44 | Concejal  |
| Ruth Cáceres Cortés             | Coalición                | RN      | 1432  | 1,82 | Concejala |